# 北條守時
北條守時（1295年—1333年6月30日，又名赤橋守時，永仁3年－正慶2 年/元弘3年5月18日）是日本鎌倉時代鎌倉幕府第十六代兼末代執權（1326年－1333年），出身於北條家赤橋流。曾祖父為赤橋流始祖、第六代執權北條長時，祖父為駿河守、第六代六波羅探題北方北條義宗，父親為武藏守、第九代六波羅探題北方北條久時，母為北條宗賴之女，妹為赤橋登子（室町幕府第一代將軍足利尊氏正妻）。

## 成為執權前
德治2年（1307年）11月1日，北條守時出仕為左近衛將監。1311年，升任評定眾；1313年，兼任一番引付頭人；1315年，轉任讚岐守；1319年，轉任武藏守。

## 執權時期
嘉曆元年（1326 年）3月發生的嘉曆騷動之後，於4月24日決定由北條守時出任第十六代執權，但實權由北條得宗家的北條高時及內管領長崎高資掌握。
元弘3年/正慶2年（1333年）5月，妹夫御家人足利尊氏在京都揭起打倒幕府的旗幟，一舉攻下京都的六波羅府。另外，其外甥足利義詮在鎌倉逃脫。因親屬關係，北條守時涉嫌背叛幕府，與幕府關係惡化。北條高時謹慎地實施宵禁。
元弘3年（1333年），後醍醐天皇的倒幕計畫引發元弘之亂，新田義貞率倒幕軍攻撃鎌倉與幕府軍對戰，為了消除叛徒之名，北條守時率軍迎擊新田義貞大軍，兩軍在鎌倉中心部交通要衝的巨福呂坂大戰，北條守時最後因寡不敵眾在洲崎自殺，享年39歲。其後，新田義貞攻陷鎌倉，幕府滅亡。